# Trachythorax planiceps
Trachythorax planiceps är en insektsart som beskrevs av Ludwig Redtenbacher 1908. Trachythorax planiceps ingår i släktet Trachythorax och familjen Diapheromeridae. Inga underarter finns listade i Catalogue of Life.